# Phreatobius sanguijuela
Phreatobius sanguijuela es una especie de peces de la familia Heptapteridae en el orden de los Siluriformes.

## Morfología
• Los machos pueden llegar alcanzar los 4,2 cm de longitud total.
- Número de  vértebras: 45-46.[1]

## Hábitat
Es un pez de agua dulce y de clima tropical.

## Distribución geográfica
Se encontró en unos pozo s artificiales cerca del río Paragua (un afluente del río Iténez, Bolivia, Sudamérica)